# Grand Prix Jef Scherens 2008
La 42e édition du Grand Prix Jef Scherens a eu lieu le 7 septembre 2008. Elle a été remportée par le Néerlandais Wouter Mol.

## Classement final
Wouter Mol remporte la course en parcourant les 183,3 km en 4 h 30 min 0 s à la vitesse moyenne de 40,667 km/h ; 149 coureurs ont pris le départ.
| Classement final, | Classement final, | Classement final, | Classement final,            | Classement final, |
|                   | Coureur           | Pays              | Équipe                       | Temps             |
| ----------------- | ----------------- | ----------------- | ---------------------------- | ----------------- |
| 1er               | Wouter Mol        | Pays-Bas          | P3transfer-Batavus           | en 4 h 30 min 0 s |
| 2e                | Janek Tombak      | Estonie           | Mitsubishi-Jartazi           | m.t               |
| 3e                | Kurt Hovelijnck   | Belgique          | Topsport Vlaanderen          | m.t               |
| 4e                | Bert De Waele     | Belgique          | Landbouwkrediet-Tönissteiner | m.t               |
| 5e                | Joost van Leijen  | Pays-Bas          | Van Vliet-Ebh-Elshof         | m.t               |
| 6e                | Tom Criel         | Belgique          | Cycle Collstrop              | m.t               |
| 7e                | Geert Steurs      | Belgique          | Silence-Lotto                | m.t               |
| 8e                | Sven Nevens       | Belgique          | Mitsubishi-Jartazi           | + 35 s            |
| 9e                | Lieuwe Westra     | Pays-Bas          | KrolStone Continental        | + 45 s            |
| 10e               | Jürgen Roelandts  | Belgique          | Silence-Lotto                | + 1 min 55 s      |
| modifier          |                   |                   |                              |                   |